# Fannia berolinensis
Fannia berolinensis är en tvåvingeart som beskrevs av Willi Hennig 1955. Fannia berolinensis ingår i släktet Fannia och familjen takdansflugor.
Artens utbredningsområde är Tyskland. Inga underarter finns listade i Catalogue of Life.